# National Trophy Series 2014-2015
Navigation
2013-2014 2015-2016
Le National Trophy Series 2014-2015 a lieu du 12 octobre 2014 à Shrewsbury au 4 janvier 2015 à Derby. Elle comprend six manches masculines. Toutes les épreuves font partie du calendrier de la saison de cyclo-cross masculine 2014-2015.

## Calendrier
| # | Date        | Course        |
| - | ----------- | ------------- |
| 1 | 12 octobre  | Shrewsbury    |
| 2 | 26 octobre  | Southampton   |
| 3 | 16 novembre | South Shields |
| 4 | 30 novembre | Milton Keynes |
| 5 | 14 décembre | Bradford      |
| 6 | 4 janvier   | Derby         |

### Résultats
| # | Date        | Lieu          | Vainqueur        | Deuxième           | Troisième          | Leader du classement général |
| - | ----------- | ------------- | ---------------- | ------------------ | ------------------ | ---------------------------- |
| 1 | 12 octobre  | Shrewsbury    | Ian Field        | Liam Killeen       | Jody Crawforth     | Ian Field                    |
| 2 | 26 octobre  | Southampton   | Ian Field        | Quinten Hermans    | Jens Vandekinderen | Ian Field                    |
| 3 | 16 novembre | South Shields | Alex Paton       | Jody Crawford      | Ben Sumner         | Ian Field                    |
| 4 | 30 novembre | Milton Keynes | Marcel Wildhaber | David van der Poel | Jonathan Page      | Alex Paton                   |
| 5 | 14 décembre | Bradford      | Ian Field        | Grant Ferguson     | Ben Sumner         | Alex Paton                   |
| 6 | 4 janvier   | Derby         | Grant Ferguson   | Ian Field          | Tom Van den Bosch  | Ian Field                    |

### Classement général
Au 27/09/14
| Pos | Coureur | Points |
| --- | ------- | ------ |
| 1   |         |        |
| 2   |         |        |
| 3   |         |        |
| 4   |         |        |
| 5   |         |        |
| 6   |         |        |
| 7   |         |        |
| 8   |         |        |
| 9   |         |        |
| 10  |         |        |